# Katharina (Fundgrube)

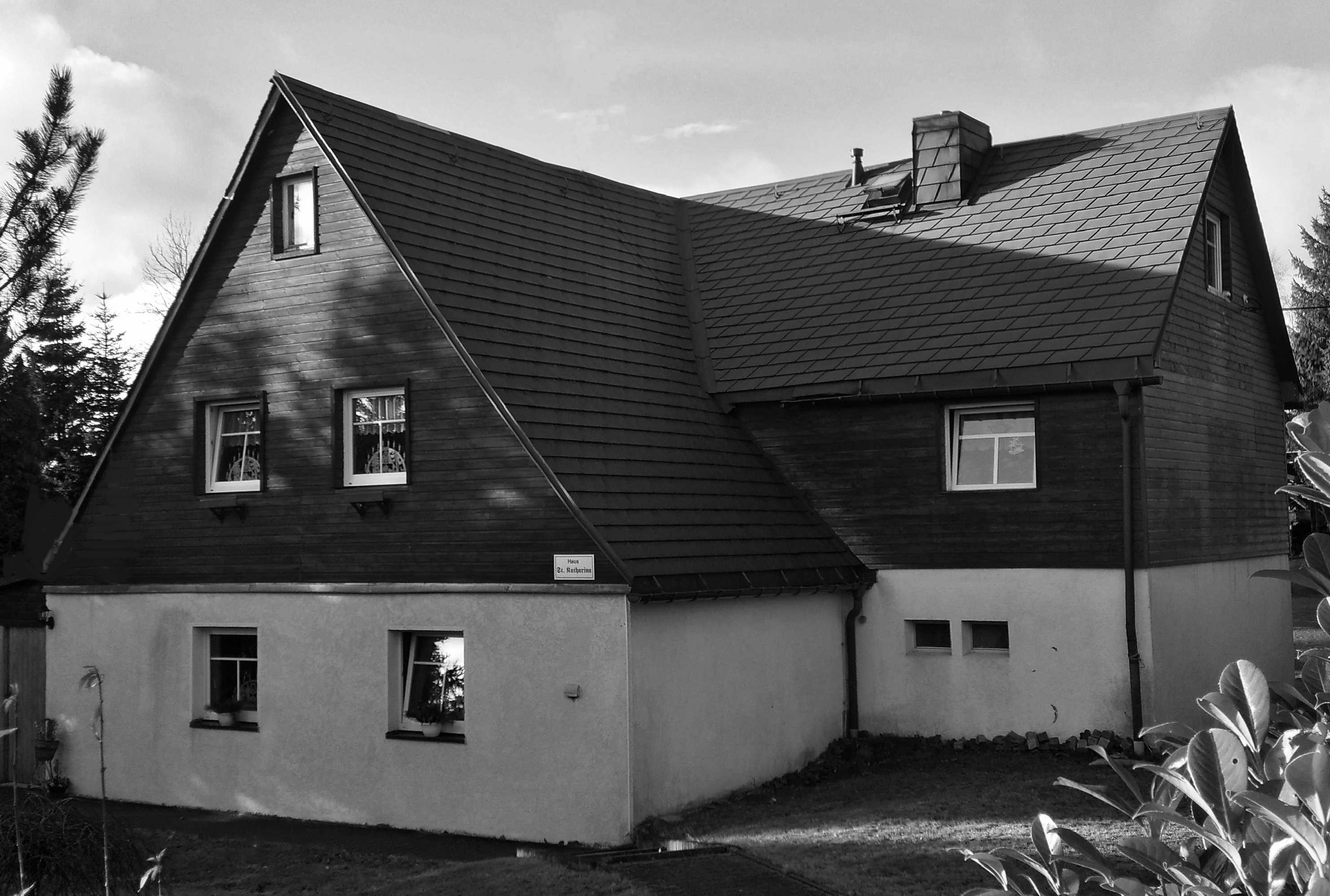
Huthaus Katharina

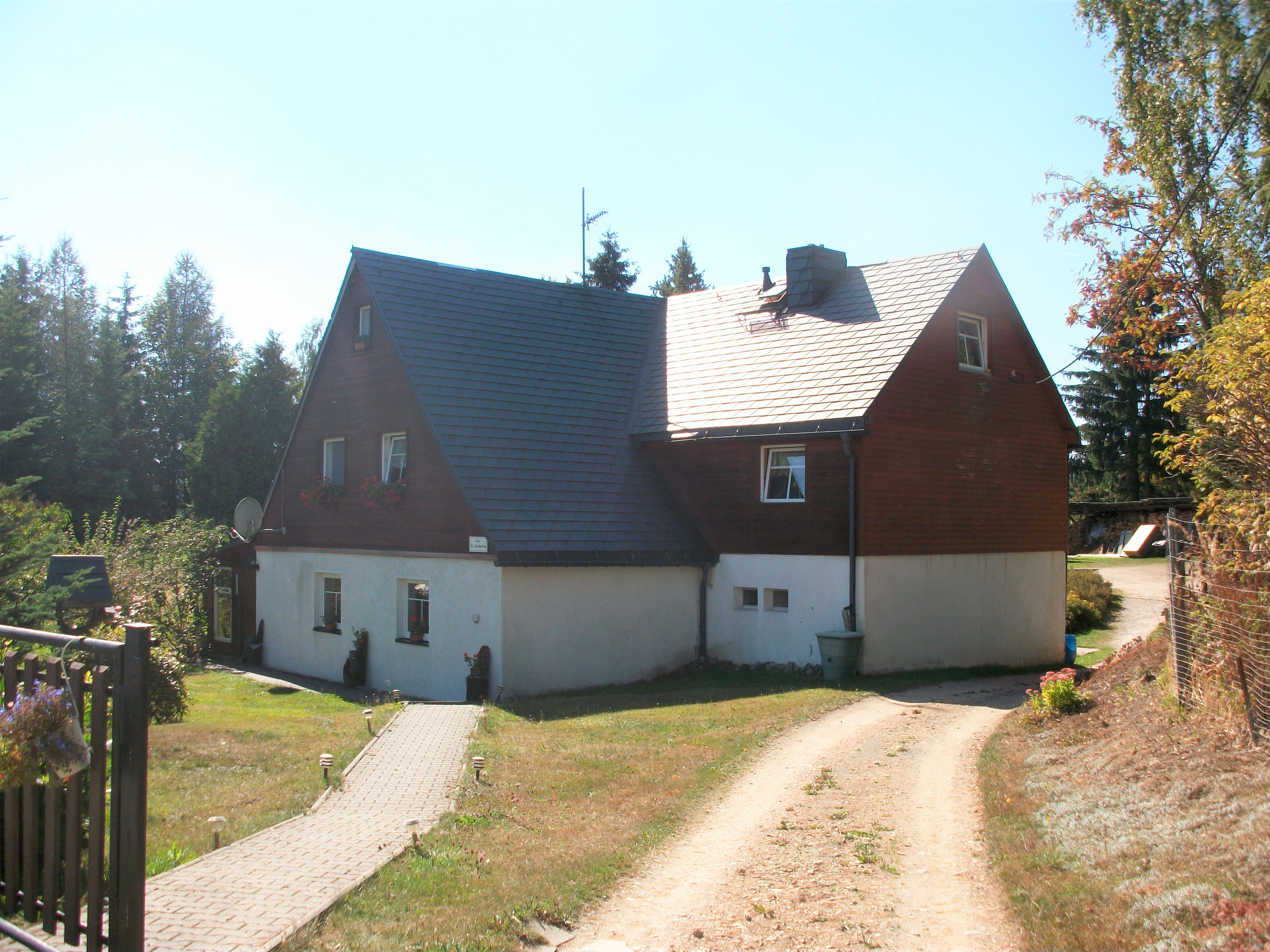
Fundgrube St. Katharina (Huthaus, 2018)

Katharina, zeitgenössisch auch Catharina, war eine Fundgrube im Bergrevier Johanngeorgenstadt im sächsischen Erzgebirge. Nennenswerter Bergbau erfolgte auf Silbererze, Kobalt und Schwefelkiese.

## Lage
Der obere Fastenberg, auf dem sich die Johanngeorgenstädter Mittelstadt erstreckt, ist durch den Altbergbau und Uranerzbergbau montanhistorisch geprägt. Dazu zählt auch die im Quartal Trinitatis 1697 gemutete Fundgrube Katharina samt Katharina Stolln. Das Huthaus der Grube und Reste der Schachthalde haben sich bis heute erhalten.

## Montangeschichtliche Eckpunkte
Im Quartal Reminiscere 1707 wurde die Grube mit Silbererzen fündig. Bereits 1708 wurde in die Grube ein Kunstgezeug eingebaut. Mit dem Stolln wurden auch die zusitzenden Wässer der benachbarten Elisabeth Fundgrube ab 1710/1711 gelöst. Am 8. November 1714 wurden im Rahmen der Erbverleihung eine Fundgrube, sowie die 1. bis 8. obere Maaß und die 1. bis 8. untere Maaß verliehen. Die Grube hatte bis dahin schon 1.304 kg Silber ausgebracht. Als Lösung für die andauernden Gangstreitigkeiten erfolgte zwischen Katharina Fundgrube und der Elisabeth Fundgrube im Jahr 1744 eine Konsolidation. Ab 1778 gehört der im Jahr 1708 gemutete und 1715 zum Erzengel geschlagene Erz Vater Jacob zum Grubenfeld. Die Grube wurde bis 1818 betrieben und dann mit der Silberkammer-Fundgrube vereinigt. Die zusitzenden Grubenwässer wurden vorerst vom Catharina Stolln und Adolphus Stolln, später auch vom Eleonora Stolln und schlussendlich auch vom Gnade Gottes Stolln gelöst.
Aufgrund von Gangstreitigkeiten existierten gemeinschaftliche Grubenfelder, u. a. mit der benachbarten Silberkammer Fdgr. sowie Elisabeth Fundgrube.
Bis 1800 wurde aus dieser Fundgrube mindestens 4.150 kg Silber ausgebracht.